# ياب هونغ فاي
ياب هونغ فاي (21 مارس 1990 بهونغ كونغ في الصين - ) هو لاعب كرة قدم هونغ كونغي في مركز حراسة المرمى. شارك مع منتخب هونغ كونغ تحت 23 سنة لكرة القدم ومنتخب هونغ كونغ لكرة القدم. أما مع النوادي، فقد لعب مع نادي جنوب الصين ونادي إيسترن سبورتس وهونغ كونغ بيغاسوس ‏ وWorkable FC ‏.

## وصلات خارجية
- ياب هونغ فاي على موقع قاعدة بيانات كرة القدم.إي يو (الإنجليزية)
- ياب هونغ فاي على موقع ناشيونال فوتبول تيمز (الإنجليزية)
- ياب هونغ فاي على موقع Soccerway.com (الإنجليزية)